# Справа Буржуазно-націоналістичної антирадянської організації колишніх боротьбистів
Справа «Буржуазно-націоналістичної антирадянської організації колишніх боротьбистів» — одна з політичних справ доби єжовщини, сфабрикована під безпосереднім керівництвом наркома внутрішніх справ УРСР І.Леплевського, який працював над «компроматами» проти членів «команди» П.Постишева, знятого 16 січня з посади 1-го секретаря Київського обкому КП(б)У, а також проти свого попередника В.Балицького. Про справу на початку серпня 1937 І.Леплевський інформував наркома внутрішніх справ СРСР М.Єжова спеціальним листом, підкреслюючи, що діяльність організації "йшла по лінії створення й розстановки у широкому масштабі націоналістичних кадрів, особливо у системі земельних установ – Наркомрадгоспу, Цукротресту та в закладах Наркомосу, здійснення диверсій та шкідництва в різних областях народного господарства, особливо у сільському господарстві, створення терористичних груп для здійснення терактів проти керівників партії та уряду". До керівництва організації було зараховано голову РНК України П.Любченка, його заст. В.Порайка, нач. Управління у справах мистецтва А.Хвилю, редактора газети "Вісті" Т.Тарана, голову Київського обласного виконкому М.Василенка, секретаря ЦВК УРСР М.Зиненка, голову Вінницького обласного виконкому О.Триліського, колишнього секретаря ВУЦВК Ю.Войцехівського. За звинуваченням в участі в орг-ції було заарештовано (а згодом репресовано) велику групу партійних і госп. керівників УРСР. 29 серп. 1937 на пленумі ЦК КП(б)У було розглянуто питання "Про буржуазно-націоналістичну антирадянську організацію колишніх боротьбистів та про зв'язок з цією організацією т. Любченка П.П.". 30 серп. голова РНК УРСР П.Любченко під час перерви у роботі пленуму ЦК КП(б)У покінчив життя самогубством. 1-й секретар ЦК КП(б)У С.Косіор зробив заяву, що вчинок Любченка – це підтвердження того, що "ми правильно цю справу розібрали". Репресії було продовжено. Більшість осіб, які проходили по справі, реабілітовані у 1950-х рр.